# بیورزین
بیورزین دراستان گیلان، شهرستان رودبار، بخش عمارلو، دهستان جیرنده واقع می‌باشد.
بیورزین (بیورزن) با ۲۹ خانوار و ۸۸ نفر جمعیت(۴۸ مرد، ۴۰ زن)، ۷۰ نفر با سواد دارد. فاصله تا مرکز بخش ۲۵ کیلومتر و راه اصلی آن آسفالت است.

## تبار
مردم روستای بیورزین تات هستند و به زبان تاتی صحبت می‌کنند.

## تاریخ
تاریخ شفاهی منطقه گویای آن است که «بیورزین» در زبان محلی به «بیوه زن» اشاره دارد، بیوه زنی که سال‌ها پیش در روستای مجاور روستای فعلی زندگی می‌کرده‌است. او شبی در خواب می‌بیند که کوه ریزش کرده و کل روستا را از بین برده‌است.
صبح که با تعریف خواب خود نمی‌تواند اهالی را قانع کند دست بچه‌های خود را گرفته و از روستا خارج می‌شود. چند روز بعد، ریزش کوه، روستای او را به کلی نابود می‌کند و همه می‌میرند.
محلی‌ها می‌گویند مدتی بعد این زن در خواب می‌بیند که باید نقطه خاصی از زمین را بکند، زمانی که این کار را انجام می‌دهد با جسد نپوسیده امامزاده مواجه می‌شود و بعد از آن، بقعه و بارگاهی در این محل ساخته می‌شود. از آن پس، همه ساله در مناسبت‌های مذهبی مهم مانند ۲۸ صفر، ۲۱ رمضان، تاسوعا و عاشورا و… جمعیت زیادی از روستاها و شهرهای اطراف لوشان به سمت این امامزاده حرکت می‌کنند. ازدحام جمعیت و گستردگی نذورات، از بخش‌های حائز اهمیت این مراسم است.

## امامزاده محمد حنفیه
امامزاده محمد حنفیه پسر علی همراه پسرش سید هاشم و سید ابوالقاسم حمزه یکی از پسران موسی کاظم در این محل دفن هستند، که محل زیارت دوستداران اهل بیت و برآورده شدن حاجات می‌باشد.